# Styl
Styl est un magazine de mode allemand des années 1920, publié par l'Association de l'industrie allemande de la mode, soutenu par des grands magasins berlinois telles que le grand magasin Gerson (de).

## Histoire
Styl parut avec un total de 17 numéros de 1922 à 1924 en petites éditions et en matériel bibliophile et est consacré au type de la Nouvelle Femme des années 1920. Il contient des dessins colorés à la main ou au pochoir et des dessins de mode d'artistes, comme Jeanne Mammen, Lieselotte Friedlaender, Annie Offterdinger ou Ludwig Kainer, ainsi que des textes littéraires et des critiques culturelles de Claire Goll, Klabund ou Alfred Kerr. L'illustrateur de mode Robert L. Leonard (né en 1879, mort après 1942) en est le directeur artistique et littéraire. Les plus grandes journalistes de mode berlinoises telles qu'Elsa Herzog, Julie Elias et Margarete Liebmann écrivent pour Styl. La revue traite également du mode de vie moderne. En trois ans d'existence, Styl publie 548 articles de 63 auteurs.
L'association éditrice a pour objectif de développer une industrie de la mode stylistiquement indépendante en Allemagne et de devenir ainsi indépendante de Paris en tant que principale ville de la mode. Après que les troupes françaises ont occupé la Rhénanie en raison du non-paiement des réparations par l'Allemagne, elle publie en 1923 une déclaration de style appelant au boycott des produits de mode français.
La revue luxueusement présentée n'a pas de succès économique. Elle est abandonnée après la réforme monétaire de 1924.
La collection est maintenant en possession des Musées d'État de Berlin dans la collection « Images de mode » de la Lipperheidesche Kostümbibliothek.